# Flankendrüse

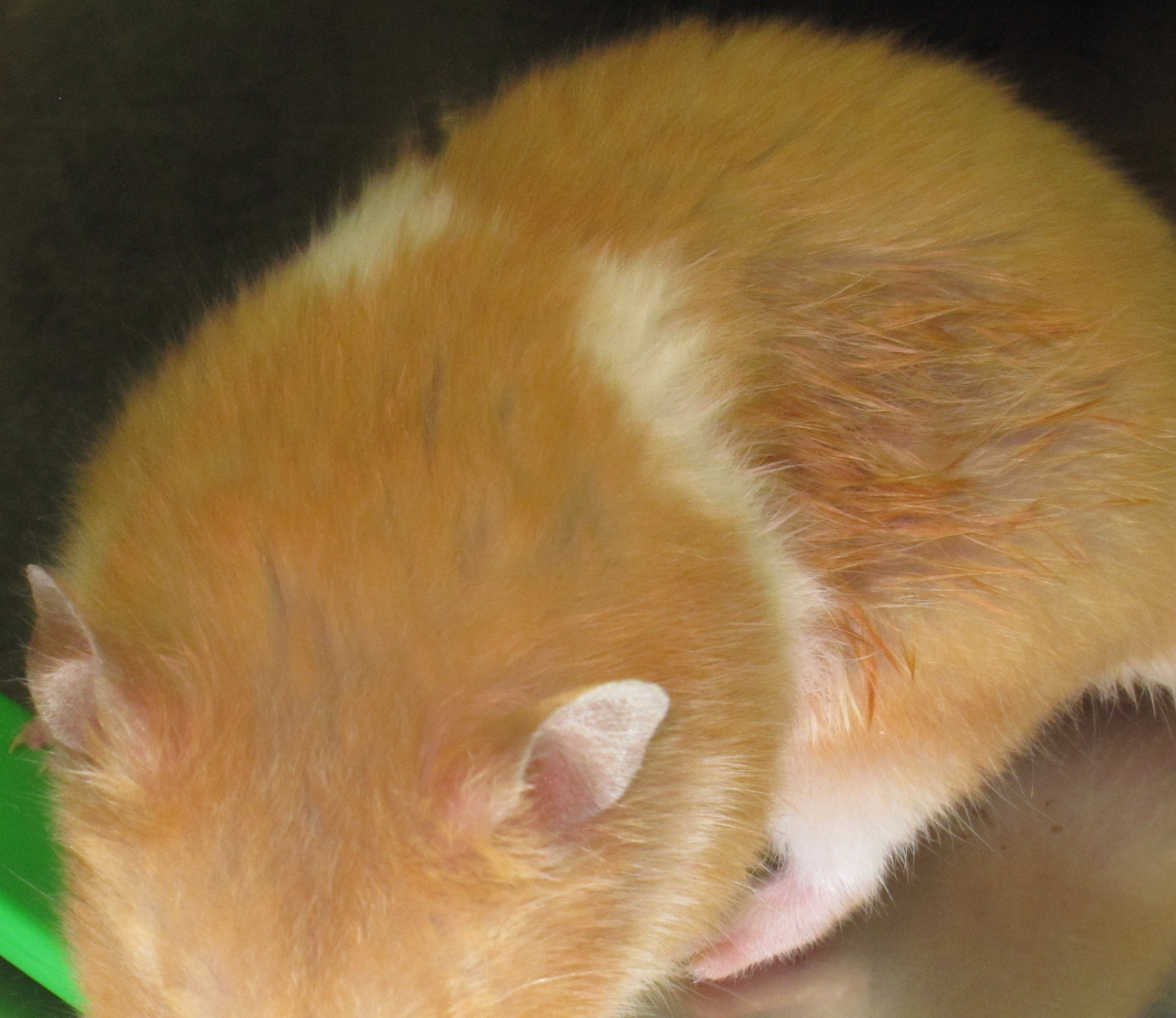
Flankendrüse eines Goldhamsters

Die Flankendrüse, die mitunter auch als Seitendrüse bezeichnet wird, ist eine Duftdrüse, die bei einigen Kleinsäugern, wie manchen Mäuse- und Hamsterarten (wie dem Goldhamster), auftritt.
Die paarig angeordneten Duftorgane befinden sich in der Regel im Bereich der seitlichen Bauchwand (Flanke). Ihr Sekret enthält Pheromone, die eine Rolle im Fortpflanzungsverhalten spielen.

## Beschreibung
Flankendrüsen sind ein deutlich pigmentierter, etwas verdickter Hautbezirk am Rippen-Lendenwirbelübergang, in dem neben Epidermis und Haarfollikeln vermehrt Talgdrüsen anzutreffen sind. Aufgrund der Pigmentierung werden die beiden Flankendrüsen bei Hamstern gelegentlich von Laien als Melanome fehlinterpretiert.
Bei älteren Hamstern kann Haarausfall dafür sorgen, dass die Drüsen deutlicher erkennbar sind.
Bei Mäusen liegen die Drüsenfelder, mit den auffälligen Haarbalgtalgdrüsen, weiter hinten, mitunter auch beiderseits der Schwanzwurzel.

## Einige Beispiele
Bei folgenden Spezies wurden Flankendrüsen nachgewiesen:
- Goldhamster (Mesocricetus auratus)
- Rötelmaus (Myodes glareolus)
- Feldmäuse (Gattung: Microtus)
  - Erdmaus (Microtus agrestis)
  - Nordische Wühlmaus (Microtus oeconomus)

Statt paarigen Flankendrüsen besitzen Zwerg- und Rennmäuse eine ventral gelegenen Bauchdrüse, die bräunlich-organe gefärbt ist.

## Mögliche Erkrankungen
Wenn bei einem Hamster auffällt, dass vermehrt Sekret aus den Flankendrüsen austritt, so kann dies der Hinweis auf deren Infektion sein und sollte veterinärmedizinsch untersucht werden.